# علیمردان شوکوروف
علیمردان شوکوروف (قرقیزی: Алимардон Шүкүров؛ زادهٔ ۲۸ سپتامبر ۱۹۹۹) بازیکن فوتبال اهل قرقیزستان است.
از باشگاه‌هایی که در آن بازی کرده‌است می‌توان به باشگاه ورزشی بولوسپور، باشگاه فوتبال نمان گرودنو و باشگاه فوتبال عبدیش-آتا قند اشاره کرد.
وی همچنین در تیم ملی فوتبال قرقیزستان بازی کرده‌است.